# 간다키구

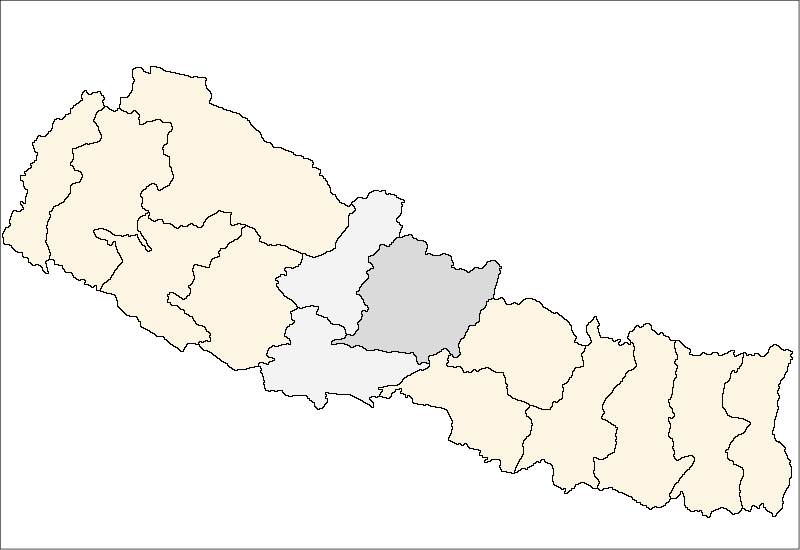
간다키 구의 위치

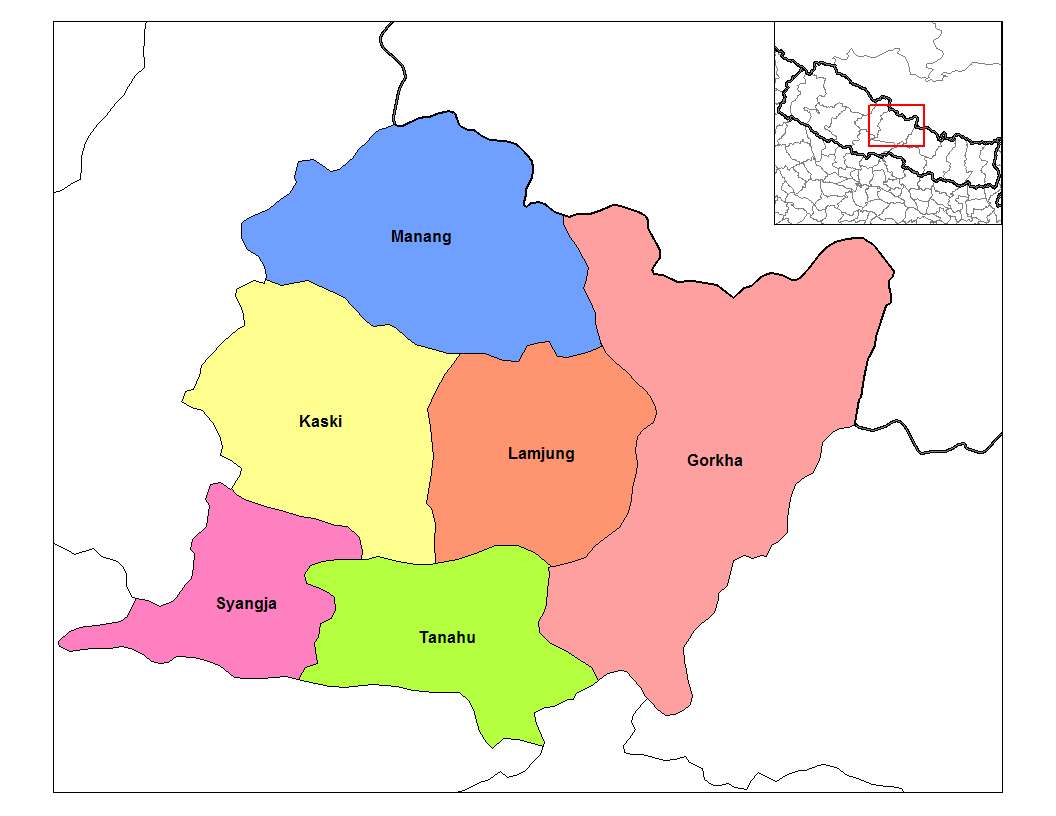
간다키 구의 현

간다키구(네팔어: गण्डकी)는 네팔을 구성하는 14개 구 가운데 하나로 행정 중심지는 포카라이며 면적은 12,275km2, 인구는 1,487,954명(2001년 기준), 인구 밀도는 121.2명/km2이다. 행정 구역상으로는 서부 개발 지구에 속한다.

## 행정 구역
6개 현을 관할한다.
- 고르카 현
- 카스키 현
- 람중 현
- 마낭 현
- 샹자 현
- 타나후 현

## 같이 보기
- 네팔의 구